# Сон Джунги
Сон Джунги (кор. 송중기, 宋仲基; род. 19 сентября 1985, Тэджон, Республика Корея) — южнокорейский актёр. Стал известен благодаря телесериалу «Скандал в Сонгюнгване» и популярному южнокорейскому телевизионному шоу «Бегущий человек». Впервые Джунги сыграл главную роль в телесериале «Славный парень» в 2012 году. Он также снимался в полнометражных фильмах, в частности, сыграл главную роль в «Мальчик-оборотень». После прохождения обязательной военной службы вернулся в кинематограф, сыграв главную роль в телесериале 2016 года «Потомки солнца».
В 2013 году занял 7 место в списке Forbes «Power Celebrity List», а в 2017-м 2 место.

## Биография
Сон Джунги родился 19 сентября 1985 года в городе Тэджоне. Во время обучения в старшей школе Сон Джунги увлекался скоростным бегом на коньках (шорт-трек) и принимал участие в соревнованиях, представляя свой родной город на национальном уровне. После получения травмы был вынужден уйти из спорта.
Он преуспевал в учёбе и получал самые высокие оценки по всем предметам, набрав 380 баллов из 400 на национальных выпускных экзаменах, а после поступил в престижный Университет Сонгюнгван. На втором курсе колледжа он решил серьёзно заняться актёрской деятельностью, хотя отец был против стремлений сына.
Его телевизионный дебют состоялся в качестве участника шоу KBS’s Quiz Korea, где он дошёл до финала, заняв второе место. Работал моделью для модных журналов.

## Карьера

### 2008—2011: Начало карьеры и прорыв
Кино дебют Джунги состоялся в 2008 году, когда он появился в фильме «Ледяной цветок». В следующем году он сыграл в фильме «Пять чувств Эроса», а также продолжил сниматься в незначительных ролях в телесериалах «Тройной прыжок» и «Будет ли снег на Рождество?». Кроме этого, он был постоянным ведущим на корейском радио KBS в музыкальной программе «Music Bank» с 2009 по 2010 годы и участником шоу «Бегущий человек» (c 2010 по 2011 год). В 2010 году он появился в медицинском фильме «Доктора акушеры-гинекологи» в роли доктора Ан Гё У и в фильме о животных «Искренние лапы 2».
Настоящим прорывом и первой большой ролью на телевидении стала его работа в роли обаятельного плейбоя VIII века эпохи Чосон Ку Ёнха в телесериале «Скандал в Сонгюнгване». Несмотря на стабильные, но невысокие рейтинги, драма нашла своих зрителей, а его экранный «броманс» с неизвестным в то время Ю А Ином был популярен среди них.
В 2011 году он выпустил книгу «Beautiful Skin Project» — руководство для мужчин по уходу за кожей, которая была бестселлером в течение месяца (в Японии книга была переиздана в 2013 году). В конце 2010 он участвовал в велосипедном туре в Сиднее. В 2011 году по телевидению транслировалась передача о поездках актёра в Японию, которая называлась «I’m Real: Song Joong-ki».
В 2011 году сыграл роль безработного в комедийном фильме «Жадины». Критики высоко оценили актёрскую игру Джунги, отметив его харизматичность.
В том же году он сыграл роль молодого короля Седжона в телесериале «Дерево с глубокими корнями». Критики высоко оценили игру Джунги, называя её «гениальной прорисовкой образа человека, осознававшего тщетность власти ещё в начале жизни, и углубившегося в чтение книг, чтобы выдержать растущее давление тирании своего отца Тхэджона». За эту роль он удостоился премии «SBS Drama Awards».
Позднее он стал рассказчиком в шестисерийном документальном фильме канала MBC «Tears of the Antarctic», который фокусируется на экологических проблемах на планете. Все заработанные деньги он отдал на благотворительность. Вскоре серии были переизданы и выпущены в кинотеатрах под названием «Pengi и Sommi» (в них рассказывалось о жизни императорских пингвинов).
Позже он принял участие в азиатском фан-туре THRILL & LOVE, включавшем 6 стран: Таиланд, Сингапур, Тайвань и Южную Корею.

### 2012—2015: Главные роли и служба в армии
Актёр описывает 2012 год как «феноменальный год» в своей карьере. Он сыграл главную роль в фантастическо-романтическом триллере «Мальчик-оборотень», премьера которого состоялась на Международном кинофестивале в Торонто в 2012 году. При подготовке к этой роли Сон Джунги смотрел документальные фильмы о природе и наблюдал за бродячими собаками на улицах, чтобы научиться имитировать движения животных и подражать им, а также периодически просматривал фильмы «Эдвард Руки-ножницы» Тима Бёртона (1990), «Впусти Меня. Сага» Мэтта Ривза (2010) и серию фильмов Питера Джексона «Властелин Колец». Фильм «Мальчик-оборотень» был показан на Международном кинофестивале в Пусане и стал самой успешной корейской мелодрамой всех времён; было продано более 7 миллионов билетов.
В том же году актёр получил свою первую главную роль на телевидении — в телесериале «Славный парень». Его убедительный образ антигероя получил восторженные отзывы как критиков, так и зрителей. Телесериал получил высокие рейтинги и признание критиков, что вместе с впечатляющими кассовыми сборами «Мальчика-оборотня» закрепило образ актёра в прессе как «спасителя» жанра мелодрамы, как в телесериалах, так и в фильмах.
В феврале 2013 года, когда контракт с агентством IHQ истёк, Джунги стал сотрудничать с другой компанией — Blossom Entertainment.
До призыва на обязательную воинскую службу, 17 августа 2013 года, Сон Джунги провёл фан-встречу. 27 августа он был зачислен в 102 подразделение военного лагеря в Чхунчхоне. Он служил в подразделении пехоты, предназначенном для патрулирования и проведения разведывательных миссий в ДМЗ и был демобилизован 26 мая 2015 года.

### 2016—настоящее время: Популярность за рубежом
После воинской службы произошло триумфальное возвращение Сон Джунги в кинематограф: он снялся в сериале «Потомки солнца», где работал совместно с актрисой Сон Хегё; Сон Джунги сыграл лидера миротворческого отряда. Драма была невероятно популярна в Корее (рейтинг достигал 41,6 %). В Азии сериал вышел на платформе iQiyi, где был просмотрен 2,5 миллиарда раз.
Актёр был включён в список «100 лучших будущих лидеров поколения», где занял 34 место, стал лицом более 30 брендов в 2016 году и был одним из получателей премии «Бренд года» в Корее. Затем он отправился в тур по Азии, охватывающий 10 разных городов, где встретился более, чем с 60 000 фанатов.
В 2017 году снялся в фильме «Кунхам: Пограничный остров», где сыграл члена движения за независимость Кореи, который пробирается на остров Хашима, чтобы спасти другого члена движения.
В 2019 году снялся в историческом телесериале «Хроники Асдаля», премьера которой состоялась на tvN. В том же году стало известно, что Джунги снимется в научно-фантастическом фильме «Космический корабль „Победа“» совместно с Ким Тхэри.
В феврале 2021 года на экраны вышла криминальная драма «Винченцо» с Сон Джунги и Чон Ёбин в главных ролях. Дорама получила самые высокие рейтинги среди драм выходного дня и вошла в топ-10 драм с самым высоким рейтингом за всё время телеканала, на котором транслировалась. В одном из интервью Сон Джунги признался, что лучшая химия за всю его карьеру была именно с Чон Ёбин.

## Личная жизнь
5 июля 2017 года было объявлено, что Сон Джунги помолвлен с коллегой по телесериалу «Потомки солнца» Сон Хе Гё.
Пара поженилась 31 октября того же года. На свадьбе присутствовали только члены семьи и ближайшие друзья, среди которых были Пак Погом, Ли Квансу и Ю Аин.
27 июня 2019 года Сон сообщил, что он подал на развод с Сон Хегё, который был завершен в июле 2019 года.

30 января 2023 года Сон Джунги в своем фанкафе заявил, что женился на Кэти Луиз Саундерс, бывшей актрисе, родом из Великобритании. 14 июня 2023 года у пары родился ребёнок в одной из больниц Рима. 20 ноября 2024 года актер сообщил, что у них с Кэти Луиз Саундерс родился второй ребенок, дочь. 

## Фильмография
| Год  |   | Русское название                    | Оригинальное название                                   | Роль                  |
| ---- | - | ----------------------------------- | ------------------------------------------------------- | --------------------- |
| 2007 | с | Поймай Карла, О Су Джон!            | 칼잡이 오수정 / Get Karl! Oh Soo-jung                   | репортёр              |
| 2008 | с | Драгоценное дитя                    | 내사랑 금지옥엽 / My Precious You                       | Чжан Джинхо           |
| 2008 | ф | Ледяной цветок                      | 쌍화점 / A Frozen Flower                                | Но Так                |
| 2009 | ф | Пять чувств Эроса                   | 오감도 / Five Senses of Eros                            | Ю Джэхёк              |
| 2009 | ф | Дело об убийстве в Итхэвоне         | 이태원 살인사건 / The Case of Itaewon Homicide          | мёртвый Чо Джунпхиль  |
| 2009 | с | Тройной прыжок                      | 트리플 / Triple                                         | Чи Понг Хо            |
| 2009 | с | Моя прекрасная леди                 | 아가씨를 부탁해 / My Fair Lady                          | дворецкий             |
| 2009 | с | Будет ли снег на Рождество?         | 크리스마스에 눈이 올까요? / Will It Snow for Christmas? | Хан Джиён             |
| 2010 | ф | Искренние лапы 2                    | 마음이 2 / Hearty Paws 2                                | Ан Гё У               |
| 2010 | с | Доктора акушеры-гинекологи          | 산부인과 / OB & GY                                      | Ан Кунву              |
| 2010 | с | Скандал в Сонгюнгване               | 성균관 스캔들 / Sungkyunkwan Scandal                    | Ку Ёнха               |
| 2011 | ф | Жадины                              | 티끌모아 로맨스 / Penny Pinchers                        | Чун Дживон            |
| 2011 | с | Дерево с глубокими корнями          | 뿌리깊은 나무 / Deep Rooted Tree                        | молодой король Седжон |
| 2012 | с | Славный парень                      | 세상 어디에도 없는 착한남자 / The Innocent Man          | Кан Мару              |
| 2012 | ф | Императорские пингвины Пхэни и Соми | 황제펭귄 펭이와 솜이 / Pengi and Sommi                  | рассказчик            |
| 2012 | ф | Большое ограбление                  | 바람과 함께 사라지다 / The Grand Heist                  | взрослый Чон Якйон    |
| 2012 | ф | Мальчик-оборотень                   | 늑대소년 / A Werewolf Boy                               | мальчик-оборотень     |
| 2016 | с | Потомки солнца                      | 태양의 후예 / Descendants of the Sun                    | капитан Ю Сиджин      |
| 2016 | с | Стук сердца                         | 마음의 소리 / The Sound of Your Heart                   | камео                 |
| 2017 | с | Мужчина мужчине                     | 맨투맨 / Man to Man                                     | банковский служащий   |
| 2017 | ф | Кунхам: Пограничный остров          | 군함도 / The Battleship Island                          | Пак Муён              |
| 2019 | с | Хроники Асадаля                     | 아스달 연대기 / Arthdal Chronicles                      | Ын Сеом               |
| 2021 | ф | Космические чистильщики             | 승리호 / Space Sweepers                                 | Ким Тэхо              |
| 2021 | с | Винченцо                            | 빈센조 / Vincenzo                                       | Винченцо Кассано      |
| 2022 | с | Маленькие женщины                   | 작을 아씨들                                             | камео                 |
| 2022 | с | Младший сын семьи чеболей           | 재벌집 막내아들 / The Chaebol's Youngest Son            | Юн Хёну               |
| 2022 | с | Маленькие женщины                   | Jakeun assideul                                         | продавец обуви        |
| 2023 | ф | Безнадёга                           | Hwaran                                                  | Chi-geon              |
| 2024 | ф | Меня зовут Ро Ги-ван                | Ro Giwan                                                | Ро Ги-ван             |
| 2024 | с | Королева слёз                       | Nunmului yeowang                                        | Винченцо Касано       |

## Награды и номинации
| Награды и номинации | Награды и номинации                          | Награды и номинации                              | Награды и номинации        | Награды и номинации | Награды и номинации |
| Награда             | Год                                          | Категория                                        | Номинант                   | Результат           | Прим.               |
| ------------------- | -------------------------------------------- | ------------------------------------------------ | -------------------------- | ------------------- | ------------------- |
| 2010                | Style Icon Awards                            | Новая иконка стиля (телевизионный актёр)         | N/A                        | Победа              | [ 80 ]              |
| 2010                | Blue Dragon Film Awards                      | Лучший новый актёр                               | Искренние лапы 2           | Номинация           |                     |
| 2010                | SBS Entertainment Awards                     | Best Newcomer in a Variety Show                  | Бегущий человек            | Победа              | [ 81 ]              |
| 2010                | KBS Drama Awards                             | Премия за совершенство, актёр драмы              | Скандал в Сонгюнгване      | Номинация           | [ 82 ]              |
| 2010                | KBS Drama Awards                             | Netizens' Award                                  | Скандал в Сонгюнгване      | Номинация           | [ 82 ]              |
| 2010                | KBS Drama Awards                             | Премия популярности                              | Скандал в Сонгюнгване      | Победа              | [ 82 ]              |
| 2010                | KBS Drama Awards                             | Награда за лучшую пару (совместно с Ю Аином)     | Скандал в Сонгюнгване      | Победа              | [ 82 ]              |
| 2011                | 6th Asia Model Festival Awards               | BBF Fashionista Award                            | N/A                        | Победа              | [ 83 ]              |
| 2011                | 7th Korea Drama Awards                       | Лучший новый актёр                               | Скандал в Сонгюнгване      | Номинация           |                     |
| 2011                | SBS Drama Awards                             | Producer’s Award                                 | Дерево с глубокими корнями | Победа              | [ 84 ]              |
| 2012                | 6th Mnet 20’s Choice Awards                  | Лучшая мужская роль 20-х годов в драме           | Дерево с глубокими корнями | Номинация           | [ 85 ]              |
| 2012                | 5th Style Icon Awards                        | Иконка стиля                                     | N/A                        | Победа              | [ 86 ]              |
| 2012                | 20th Korean Culture and Entertainment Awards | Награда за выдающиеся достижения                 | Невинный                   | Победа              | [ 87 ]              |
| 2012                | 1st K-Drama Star Awards                      | Награда за выдающиеся достижения                 | Невинный                   | Победа              | [ 88 ]              |
| 2012                | KBS Drama Awards                             | Награда за выдающиеся достижения                 | Невинный                   | Победа              | [ 89 ]              |
| 2012                | KBS Drama Awards                             | Премия за совершенство, актёр в драме            | Невинный                   | Номинация           | [ 89 ]              |
| 2012                | KBS Drama Awards                             | Netizens' Award                                  | Невинный                   | Победа              | [ 89 ]              |
| 2012                | KBS Drama Awards                             | Награда за лучшую пару (совместно с Мун Чхэ-вон) | Невинный                   | Победа              | [ 89 ]              |